# Jan Neruda
Jan Nepomuk Neruda (pronunciaciat ˈjan ˈnɛpomuk ˈnɛruda) (Praga, 9 de juliol de 1834 – 22 d'agost de 1891) fou un escriptor (poeta, narrador, novel·lista i dramaturg) i periodista txec. Formà part dels Májovci ("Maigistes"), grup de poetes i escriptors txecs de l'anomenada "Escola de Maig".
Encara que el seu nom està més lligat a la poesia (va publicar els volums Flors de cementeri, Llibres de versos, Cants còsmics, Motius senzills, Cants de divendres, entre d'altres), el seu temperament irònic es desenvolupà millor a la narrativa, on la seva obra més emblemàtica és el recull Contes de Malá Strana, sobre el barri de Praga homònima.
El seu cognom inspirà el pseudònim "Pablo Neruda" de Ricardo Eliezer Neftalí Reyes Basoalto, que es va prendre la llibertat de canviar la síl·laba tònica d'esdrúixola a paroxítona.

## Obra principal
Algunes de les seves obres:

### Poesia
- Hřbitovní kvítí ("Flors de cementeri"), 1857
- Knihy veršů ("Llibres de versos"), 1867
- Zpěvy páteční ("Cants de divendres"), 1869
- Písně kosmické ("Cants còsmics"), 1878
- Balady a romance ("Balades i romanços"), 1878-1983
- Prosté motivy ("Motius senzills"), 1883

### Narrativa
entre altres:
- Povídky malostranské (Contes de Malá Strana, 1878) (en anglès: "Tales of the Little Quarter", ISBN 0-8371-9344-3)